# مارماهی‌های ماسه‌ای
مارماهی‌های ماسه‌ای (نام علمی: Yirrkala) نام یک سرده از تیره کرم‌ماهیان است.